# Довіра (депутатська група)
Депутатська група «Довіра» створена у Верховній Раді України IX скликання 6 грудня 2019 року. Група була утворена з 17 позафракційних народних депутатів-мажоритарників, обраних в одномандатних виборчих округах на позачергових виборах 21 липня 2019 року.

## Склад депутатської групи
Станом на 5 травня 2022 року в складі групи було 20 депутатів.

### Керівники
- Кулініч Олег Іванович — голова
- Лунченко Валерій Валерійович — заступник голови

### Інші члени
- Арешонков Володимир Юрійович
- Бабенко Микола Вікторович
- Бакунець Павло Андрійович
- Білозір Лариса Миколаївна
- Вацак Геннадій Анатолійович
- Вельможний Сергій Анатолійович
- Горват Роберт Іванович
- Кіт Андрій Богданович
- Кучер Микола Іванович
- Люшняк Микола Володимирович
- Петьовка Василь Васильович
- Поляк Владіслав Миколайович
- Приходько Борис Вікторович
- Сухов Олександр Сергійович
- Шахов Сергій Володимирович

### Колишні члени
- Давиденко Валерій Миколайович (помер 23 травня 2020)[1]
- Іванчук Андрій Володимирович (помер 25 вересня 2023)[2].
- Єфімов Максим Вікторович
- Ковальов Олександр Іванович

## Скандали
22 липня 2025 року партія переважною більшістю (з 19 депутатів 17 за, 2 відсутні) проголосувала за проєкт закону 12414, що обмежує Національне антикорупційне бюро України та Спеціалізовану антикорупційну прокуратуру. Закон викликав хвилю загальноукраїнських антикорупційних протестів.